# Kultura

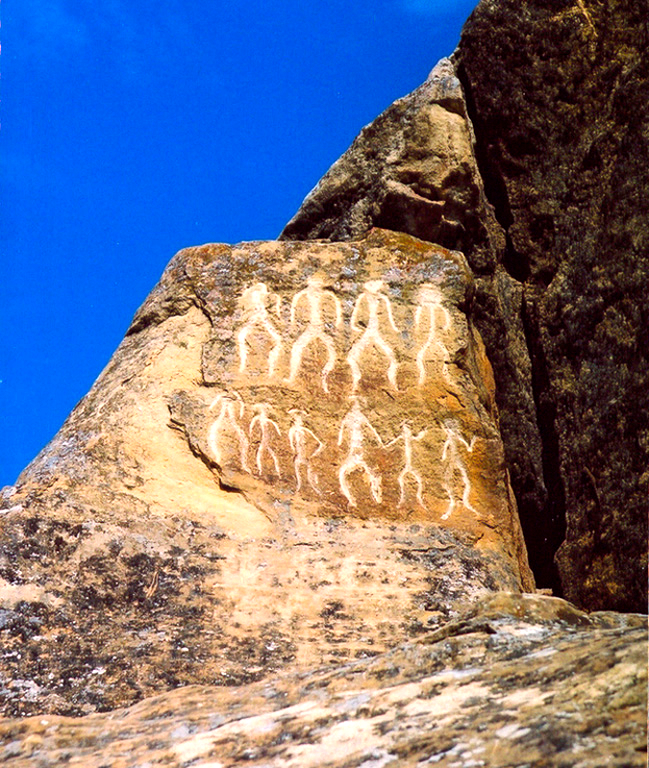
Skalní malby v Gobustanu (Ázerbájdžán) (Asi 8 000 př. n. l.)

Kultura (lat. cultura, vzdělávání, zdokonalování, v užším smyslu pokrok člověka) je označení pro veškeré jednání člověka oceňující možnosti života. V tradičním smyslu jsou to tvůrčí lidské činnosti, jako je například literatura, malířství, divadlo, náboženství, případně i vzdělávání. Ve společenských vědách je to systém všech významů, činností a vzorců chování, které si člověk osvojuje až jako člen společnosti, kde se tato kultura pěstuje a předává. Studiem kultury se zabývá hlavně kulturologie, ale i sociologie, kulturní antropologie a další vědy.

## Původ slova
Význam pojmu kultura může osvětlit původ slova. Latinské cultura, budoucí příčestí slovesa colere (pěstovat, vzdělávat a také uctívat), znamenalo původně pěstování užitkových plodin (např. „kultura chmele“). Na rozdíl od plevele, který roste sám, o plodiny se lidé musí starat. Jako metaforu je použil Marcus Tullius Cicero pro překlad Platónova pojmu „péče o duši“ (cultura animi) a teprve od 16. století se používá v užším smyslu pro označení vybraných lidských činností, zejména uměleckých.

## Kultura v užším významu
Sem patří například hudba, literatura, umění, případně i náboženství a filosofie, které mají člověka rozvíjet a zušlechťovat. V tomto smyslu se chápe například „kulturní rubrika“ v novinách, „kulturní časopis“ nebo "ministerstvo kultury". Proti této vybrané, "vysoké" kultuře, vyžadující vzdělání a péči, stála potom od 18. století „nízká“ či lidová kultura, pozdější popkultura, kterou se člověk spíše baví. Tento rozdíl se v současné době stírá, přesto se kulturou rozumí jen ta část specificky lidských činností, která je tvůrčí a neslouží bezprostředně k uhájení života.

## Kultura v širším významu

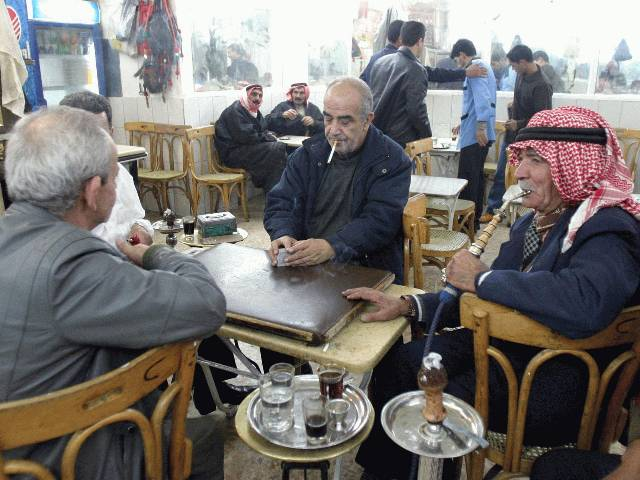
Kavárna v Damašku (Sýrie)

Proti tomuto úzkému významu pojmu kultury se ohradil už Johann Wolfgang von Goethe. V jeho pojmu kultury prý nesmí chybět „ani oblečení a jídelní zvyky, dějiny ani filosofie, umění ani věda, dětské hry ani přísloví, hospodářství ani literatura, politika ani soukromí, ba ani poukaz na škody vznikající odlesněním hor“. Britský antropolog E. B. Tylor chápal kulturu jako systém všeho toho, co si člověk osvojuje jako člen určité společnosti, například jazyk, vědění, náboženství, umění, právo, morálku nebo zvyky. Právě v tomto širokém významu dnes pojem kultury užívá antropologie i sociologie.

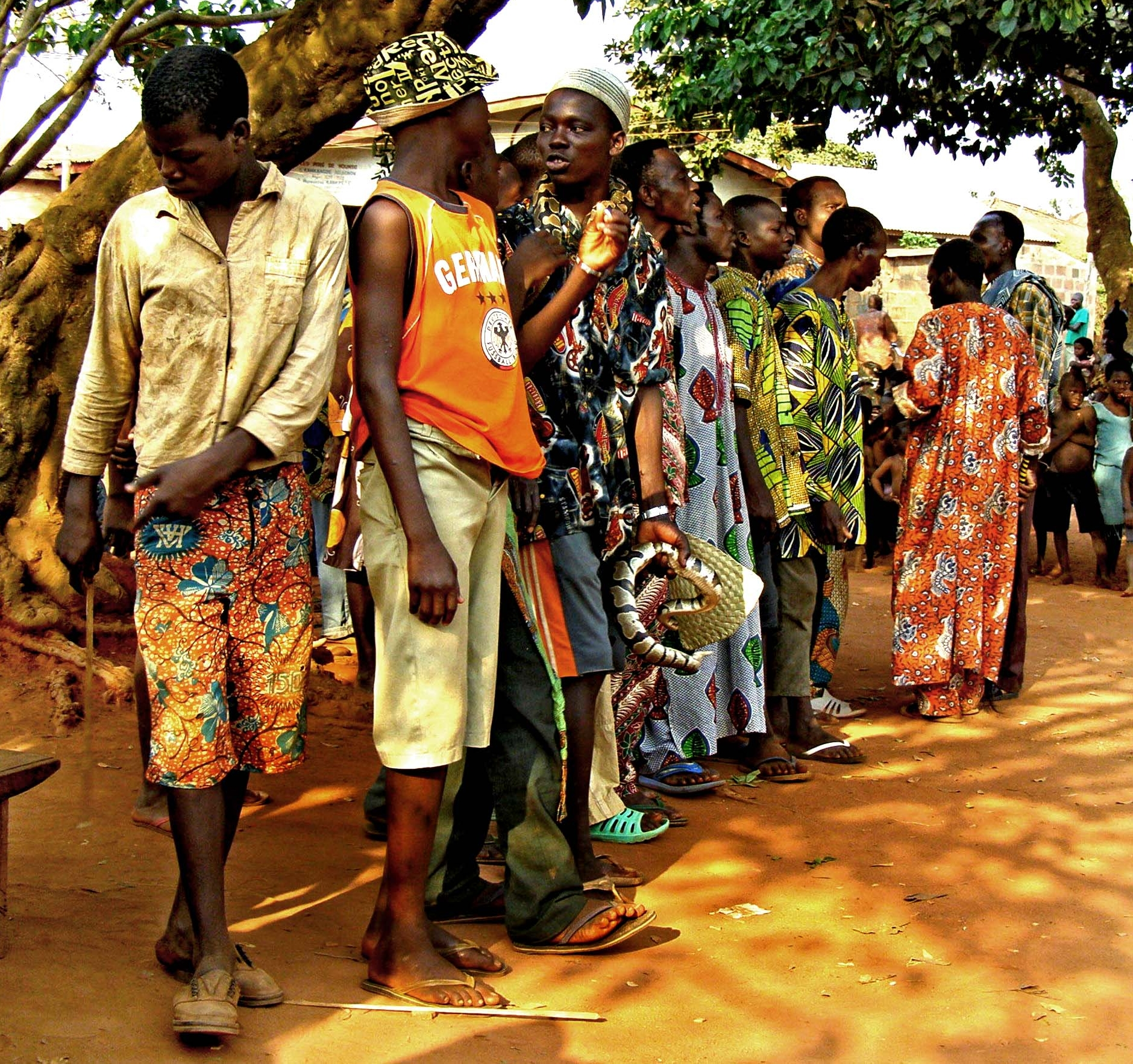
Slavnost v Cové (Benin)

Kultura tedy zahrnuje všechno to, s čím se člověk nerodí, ale
- co se musí naučit, aby se stal platným členem své společnosti;
- co sám většinou nevytváří, nýbrž přejímá od starších;
- co je spíše kolektivním a často anonymním, nastřádaným dílem mnoha generací;
- co se udržuje tím, že se o to lidé starají a pečují;
- co dané společenství spojuje a zároveň odlišuje od jiných.

Podstatnou složku lidské kultury v tomto širokém smyslu tvoří jazyk, a tak jako je jazyků mnoho, lze hovořit i o mnoha různých kulturách. V tomto širokém významu je kultura nezbytnou podmínkou lidského života ve společnosti a nelze ji tedy pokládat za pouhou „nadstavbu“ hmotné „základny“, jak to činili marxisté. Hmotná i kulturní či duchovní stránka člověka se jistě vzájemně podmiňují; příběhy tzv. „vlčích dětí“, vyrostlých mimo lidskou společnost, však ukazují, že bez příslušné enkulturace, tj. osvojení určité kultury, není člověk schopen navázat ani sexuální vztah. Jistý náznak kultury lze ostatně nalézt například i u primátů a dalších živočichů. Mladí makakové se od matky učí umývat brambory než je snědí, mladí ptáci napodobují zpěv dospělých. Takového učení je schopný i čmelák. Lidská kultura ani není jediná, kde dochází k akumulaci, ale je patrně unikátní v neomzenosti.
Antropolog Clifford Geertz charakterizuje kulturu jako „síť významů“, v nichž a s jejichž pomocí člověk žije, které přijímá od své společnosti a které naopak předává svým dětem. Podle Gerta Hofstede je to „kolektivní software“ společnosti. Z jiného hlediska je to způsob, jak lidé žijí v souladu svých přesvědčení, jazyka, dějin i třeba způsobu oblékání. Sdílené hodnoty, symboly, způsoby chování a gesta vytvářejí společný rámec lidských jednání, budí vzájemnou důvěru a pomáhají dobré komunikaci. Vedle hmotné a duševní kultury můžeme odlišit také kulturu duchovní, která zahrnuje lidské jednání, které uspokojuje duchovní potřeby člověka. Jejich kvality vnímáme na svislé ose od prožitků hlubšího charakteru až po jevy, které přesahují běžné lidské vnímání.

## Reprodukce kultury
Kultura se vyznačuje jistou stálostí v čase, zároveň je však pružná a přizpůsobivá (adaptivní) k novým okolnostem. Její pokračování či reprodukce se zajišťuje jednak spontánně, nápodobou v rodině a později v prostředí vrstevníků, jednak cílevědomě ve školách. Na generačním předávání kultury, tj. zejména jazyka, vyprávění, zvyků, oblékání, morálky nebo náboženství se tradičně podílely dvě generace, zejména matka a babička (tzv. grandmother hypothesis). Předávání kulturních zvyků je prostřednictvím teorie memů inspirativně srovnáváno s mechanismem genů v genetice. V současné době se na enkulturaci dětí silně podílí televize a tzv. influenceři z prostředí internetu, což společnost homogenizuje: všichni poslouchají stejné mluvčí a stejné příběhy, mají před očima stejné vzory chování atd.

## Kultura a civilizace

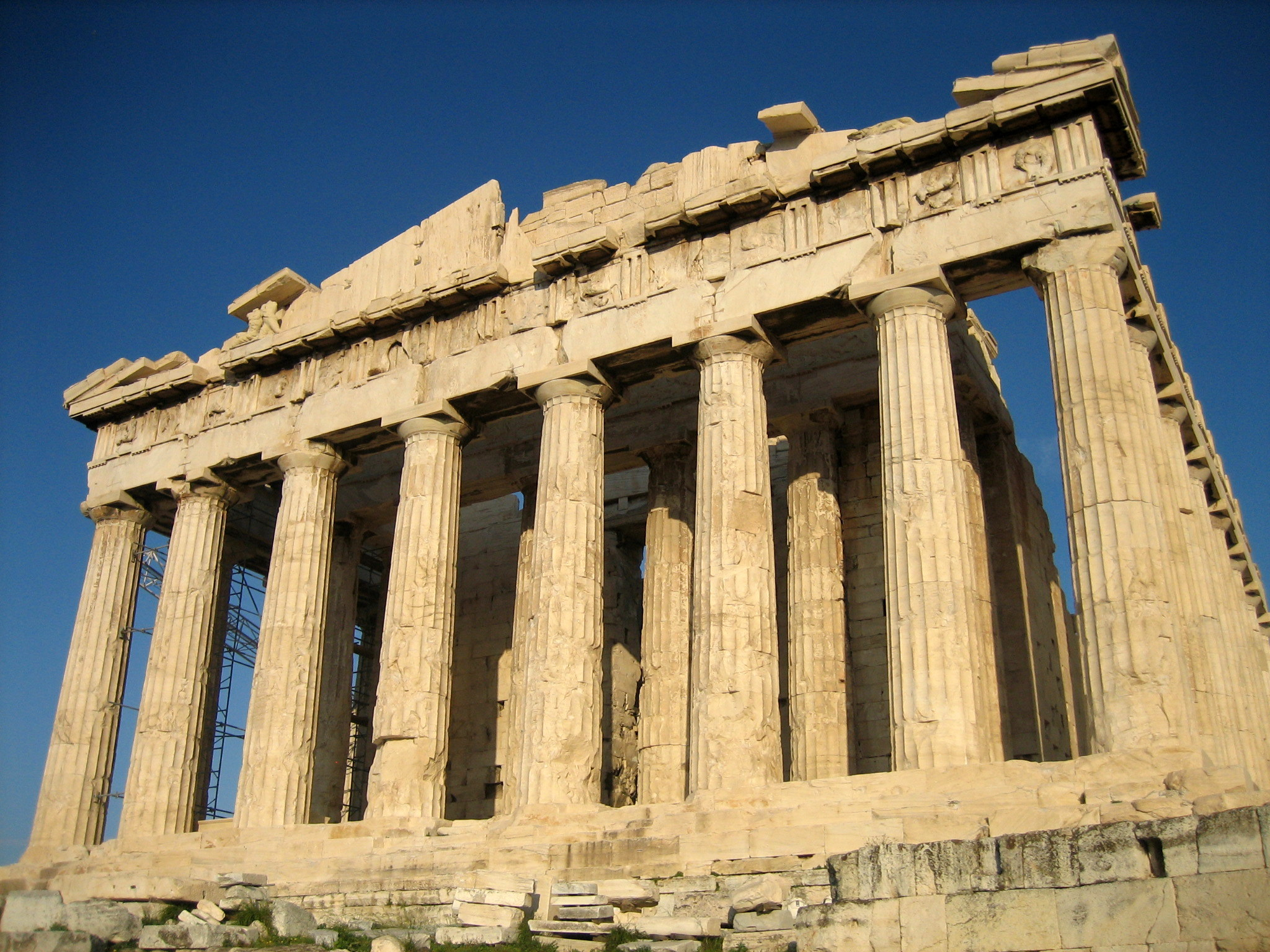
Parthenon v Athénách

Protože se kultura vyjadřuje a předává zejména řečí, často se chápe jako vázaná na určité jazykové prostředí (česká, francouzská, německá kultura). Pro ještě větší a méně homogenní nadnárodní celky se používá pojem civilizace, odkazující k městskému prostředí (latinské civis, civilis) a tedy i k jistému kosmopolitismu. Naopak pro menší společenství, například místní, profesní nebo pro věkové skupiny se užívá blízký pojem subkultura (například subkultura řidičů kamionů nebo teenagerů). V podobném smyslu se hovoří o firemní kultuře, tj. zavedeném způsobu jednání mezi zaměstnanci, řešení konfliktů a podobně.
Podobně jako v historii docházelo k neporozumění a střetu kultur, děje se to snadněji i v současném pohyblivém a globalizovaném světě, kdy si různé kultury navzájem dobře nerozumějí, vznikají vážná společenská napětí i konflikty. Příchozí imigranti z jiných kultur se musí akulturovat, tj. osvojit si nezbytné minimum hostitelské kultury, často však vytvářejí poměrně uzavřené skupiny, které pak žijí na okraji většinové společnosti. Proto nabývají na významu pokusy o multikulturní výchovu, tj. výchovu k pochopení kulturních rozdílů. Že by však různé kultury mohly úplně splynout a vytvořit jedinou světovou kulturu není pravděpodobné a zřejmě ani žádoucí. I pověstný melting pot ve Spojených státech, který stíral kulturní rozdíly mezi imigranty, naráží dnes na své meze. Spíš se vytváří jakási poměrně povrchní „globální“ civilizace, kde se lidé dokážou dohodnout o velmi jednoduchých věcech, ale v bližším styku žijí dále ve svých vlastních rozmanitých kulturách. Proto na multikulturní výchově je důležitější hledání schopnosti soužití s odlišnými skupinami, než snaha o splynutí s nimi. Obecně platí, že různorodé celky jsou při snaze o vnitřní harmonii stabilnější a odolnější, než celky homogenní. 